# Elecciones parlamentarias de Israel de 1959
Las elecciones para el cuarto Knesset se llevaron a cabo en Israel el 3 de noviembre de 1959. La participación electoral fue del 81.5%.
El cuarto Knesset comenzó con el partido Mapai de David Ben-Gurion formando el noveno gobierno el 17 de diciembre de 1959. Su coalición incluía el Partido Nacional Religioso, Mapam, Ajdut HaAvodá - Poalei Tzion, el Partido Progresista y los tres partidos árabes israelíes, Progreso y Desarrollo, Cooperación y Hermandad y Agricultura y Desarrollo. El gobierno tenía 16 ministros. Kadish Luz de Mapai se convirtió en el portavoz de la Knesset.
El gobierno colapsó cuando Ben-Gurion renunció el 31 de enero de 1961, por una moción de desconfianza presentada por Herut y los Sionistas Generales en relación con el caso Lavon. Después de que Ben-Gurion no pudo formar un nuevo gobierno, se convocaron nuevas elecciones. En solo un año y nueve meses, el cuarto Knesset fue el término más corto del Knesset hasta las elecciones de abril de 2019.

## Resultados
|  | 38.2 % |

|  | 13.5 % |

|  | 9.9 % |

|  | 7.2 % |

|  | 6.2 % |

|  | 6.0 % |

|  | 4.7 % |

|  | 4.6 % |

|  | 2.8 % |

|  | 1.8 % |

|  | 1.5 % |

|  | 1.1 % |

|  | 0.8 % |

|  | 0.5 % |

|  | 0.4 % |

|  | 0.3 % |

|  | 0.3 % |

|  | 0.2 % |

|  | 0.2 % |

|  | 0.2 % |

|  | 0.2 % |

|  | 0.1 % |

|  | 0.1 % |

|  | 0.1 % |

|  | 97.5 % |

|  | 2.5 % |

|  | 100.00 % |

|  | 81.6 % |